# Бородастик червоноголовий
Бородастик червоноголовий (Psilopogon haemacephalus) — вид дятлоподібних птахів родини бородастикових (Megalaimidae). В англійській мові називають «мідяний барбет», «малиновогрудий барбет», «мідник». Відомий своїм голосом, що схожий на метроном.

## Будова

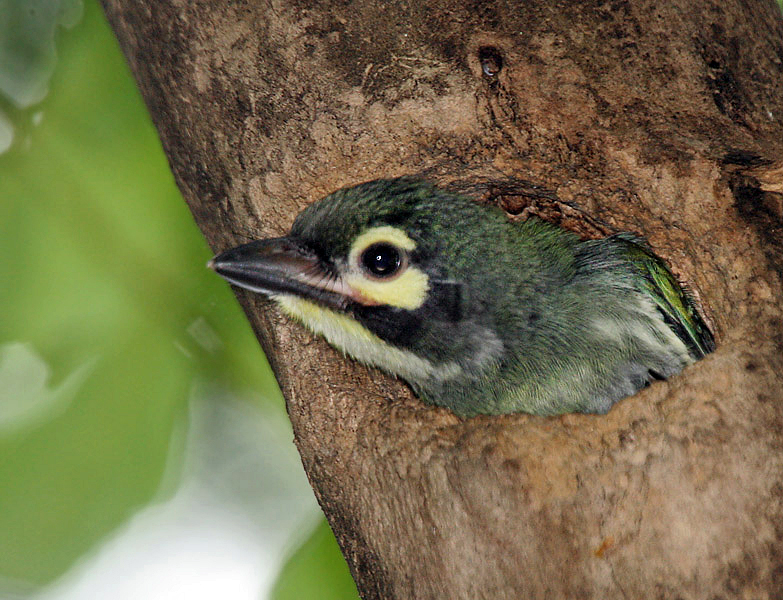
Молодий мідник

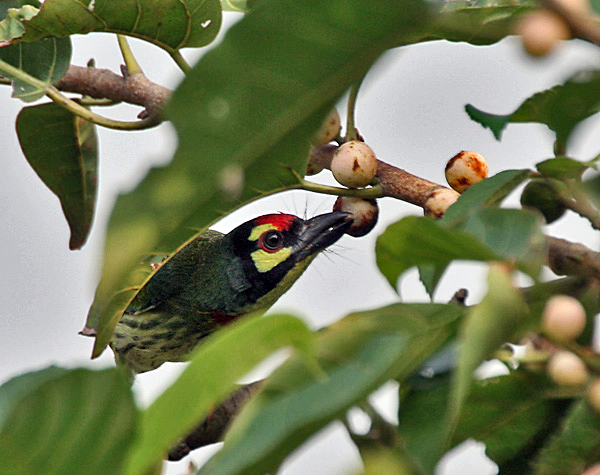
Пташка їсть плоди фікуса зеленого

Має доволі впізнаваний виразний вигляд: червоний перед голови, жовті кола на очах та горлова латка, червону латку на грудях. Пір'я на інших частинах тіла забарвлені у відтінки зеленого. Дзьоб чорний. Обидві статі виглядають схоже. Молодняк блідніший і не має червоного кольору.

## Життєвий цикл
Їдять плоди фікусів, кісточкові, ягоди, пелюстки квітів, інколи комах. Гніздо влаштовують обидва партнера. Самка відкладає 3-4 яйця, які висиджують по-черзі.

## Поширення та середовище існування
Живуть поодиноко чи малими групами у садках, гаях, рідколіссях. Птахи гніздяться і ночують в порожнинах мертвих дерев. Рідко зістрічаються у дуже сухих і дуже вологих кліматах. Поширений від Пакистану, Індії та Шрі Ланки до Яви та Філіппін.

## На марках
Зображена на марках Бангладешу 2016 року. Серія Birds of Bangladesh.
На марках Палау.
На марках Шрі Ланки 2003 р.